# Jonathan Archer
„Jonathan Archer” este un personaj fictiv din serialul TV Star Trek: Enterprise din franciza Star Trek. 
Este interpretat de Scott Bakula.
Căpitanul primei nave stelare pământene capabilă să atingă viteza de warp 5, numită Enterprise. Datorită faptului că motorul acestei nave este proiectat chiar de tatăl său, Archer are o puternică legătură personală cu nava sa. Archer este copleșit de însemnătatea misiunii sale, mai ales atunci când trebuie să lupte împotriva speciei Xindi, pentru a salva planeta Pământ de la anihilare. El joacă un rol decisiv în formarea Federației, devenind chiar primul președinte al acestei organizații legendare.